# Eugenia macrobracteolata
Eugenia macrobracteolata är en myrtenväxtart som beskrevs av Joáo Rodrigues de Mattos. Eugenia macrobracteolata ingår i släktet Eugenia och familjen myrtenväxter. Inga underarter finns listade i Catalogue of Life.